# AP-1转录因子

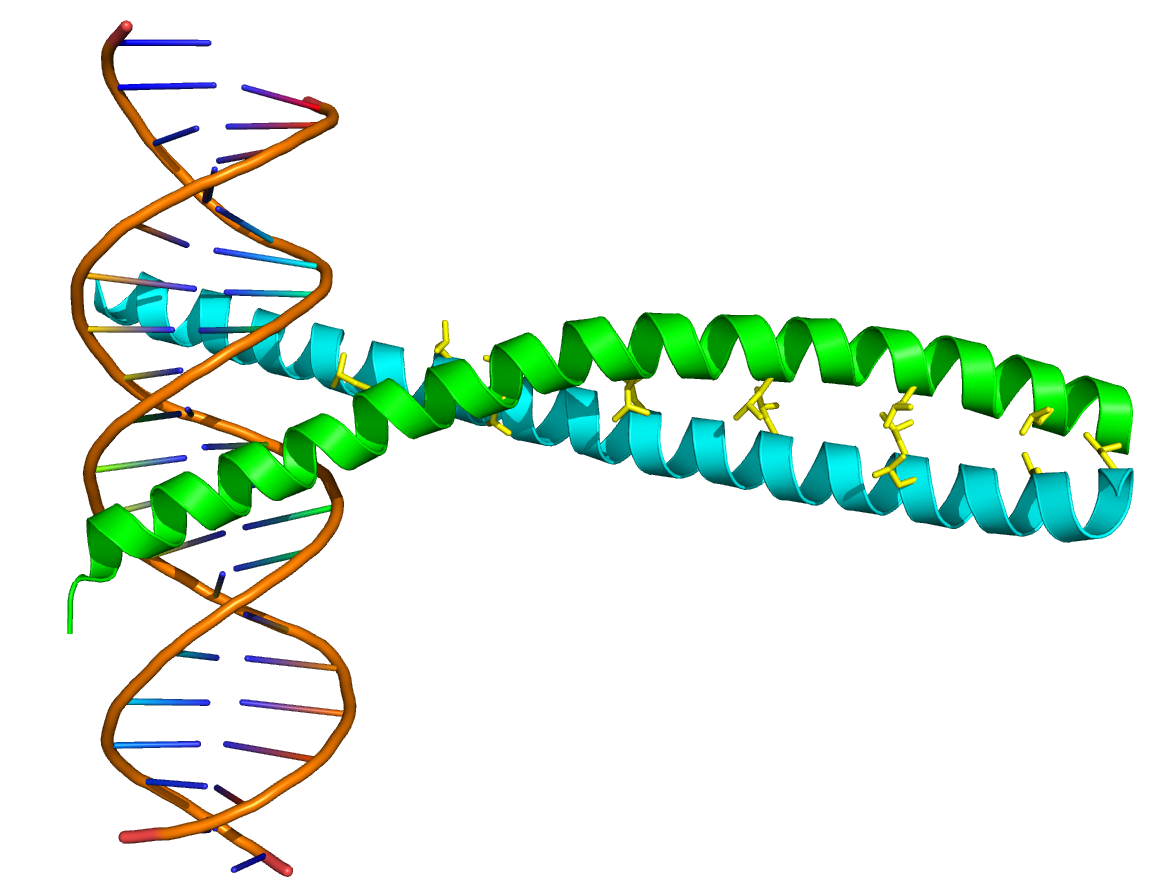
AP-1/DNA复合体：c-Fos（青色）与c-Jun（绿色）组成的AP-1异二聚体与DNA（棕色）所形成的亮氨酸拉链复合体

在分子生物学中，AP-1转录因子（激活蛋白1，AP-1）是一种异二聚体蛋白转录因子，由c-Fos、c-Jun、JDP以及ATF家族的不同蛋白组成，调节基因表达以响应多种外界信号，如细胞因子、生长因子、环境压力以及细菌和病毒感染，与细胞分化、细胞增殖和细胞凋亡等细胞进程的调控密切相关。
AP-1可以上调包含佛波醇-12-十四烷酰-13-乙酸酯（TPA）DNA响应元件（缩写TRE，序列为：5'-TGAG/CTCA-3'）的基因的表达。AP-1通过一种碱性的氨基酸区域——由异二聚体两个亚基组成的亮氨酸拉链来与DNA序列结合。